# Ulrich Knoche
Ulrich Knoche (* 5. September 1902 in Berlin; † 24. Juli 1968 in Hamburg) war ein deutscher Klassischer Philologe, der als Professor in Göttingen (1936–1939), Hamburg (1939–1941, 1950–1968) und Köln (1947–1950) wirkte. Seine Forschungsschwerpunkte waren die Textkritik der römischen Satiriker, der römische Ruhmesbegriff und die Philosophie von Seneca.

## Leben
Nach der Reifeprüfung am Kaiserin-Augusta-Gymnasium in Berlin-Charlottenburg Ostern 1920 studierte Knoche an den Universitäten Jena, Göttingen und Berlin Klassische Altertumswissenschaften. Auf Anregung seines Berliner Dozenten Eduard Fraenkel bewarb sich Knoche um Aufnahme in das sogenannte „Begabtenheim“ des Bergmann-Hauses in Kiel und wechselte gemeinsam mit Fraenkel an die Universität Kiel. Hier beeindruckte ihn neben Fraenkel der Professor Felix Jacoby, der Knoches textkritische Begabung erkannte und förderte. Er inspirierte Knoche mit seinen Forschungen zu den lateinischen Satirikern, besonders zu Juvenal. 1925 wurde Knoche mit der Dissertation „Prolegomena zu den Satiren Juvenals“ promoviert.
Nach der Promotion arbeitete Knoche kurze Zeit am Thesaurus Linguae Latinae und ging dann an die Universität zu Köln, wo er mit Günther Jachmann und Josef Kroll in Kontakt kam. Auf ihre Anregung hin entstand seine Habilitationsschrift „Probe einer kritischen Edition“ (Köln 1932). Nach der „Machtergreifung“ der Nationalsozialisten trat er 1933 Alfred Rosenbergs antisemitischem Kampfbund für deutsche Kultur bei. Knoche gehörte zu den Gründern des Kölner NS-Dozentenbunds und wurde 1934 auch Mitglied der Reichsfachschaft Hochschullehrer im NS-Lehrerbund. Er wurde als außerordentlicher Professor nach Göttingen berufen, am 13. August 1937 beantragte er die Aufnahme in die NSDAP und wurde rückwirkend zum 1. Mai desselben Jahres aufgenommen (Mitgliedsnummer 4.493.911). 1939 folgte sein Ruf als ordentlicher Professor an die Universität Hamburg als Nachfolger des von den Nationalsozialisten vertriebenen Ernst Kapp. Seine Veröffentlichungen zwischen 1939 und 1941 zeigen eine deutliche Annäherung an die nationalsozialistische Ideologie, während er sich noch 1933 privat eher kritisch zum Nationalsozialismus geäußert hatte.  Während des Zweiten Weltkriegs musste Knoche seine akademische Laufbahn unterbrechen: Er wurde 1941 zur Wehrmacht eingezogen. 1943 wurde er mit dem Kriegsverdienstkreuz 2. Klasse mit Schwertern ausgezeichnet.
Als nationalsozialistisch belastet wurde Knoche Ende Mai 1945 als Hochschullehrer entlassen. Zu diesem Zeitpunkt war er noch in einem englischen Lager in Kärnten, aus dem er im März 1946 nach Hildesheim entlassen wurde, da seine Hamburger Wohnung mit seiner privaten Bibliothek 1943 zerstört worden war. Seine Frau fand er todkrank vor. In dieser Notlage bat ihn sein ehemaliger Kollege Josef Kroll, ihn in Köln beim Wiederaufbau der Universität zu unterstützen. Knoche folgte dem Ruf und vertrat seit 1947 als Gastprofessor den Kölner Lehrstuhl für Gräzistik. Mit der Unterstützung seiner Freunde gelang ihm der Aufbau einer neuen Privatbibliothek. Seine Frau starb während dieser Zeit.
Knoche legte gegen seine Entlassung in Hamburg Einspruch ein und konnte im Sommersemester 1950 auf seinen Lehrstuhl zurückkehren, nachdem er im Juni 1949 im Entnazifizierungsverfahren als „entlastet“ eingestuft worden war. In Hamburg heiratete er zum zweiten Mal und verbrachte im Privaten viel Zeit mit seinen Kollegen und Schülern. Einen Ruf an die Philipps-Universität Marburg, den er 1952 erhalten hatte, lehnte er ab. Am 24. Juli 1968 starb Knoche an den Folgen eines Herzinfarktes im Alter von 65 Jahren.

## Werk
Knoches Arbeit konzentrierte sich seit seiner Berliner Studienzeit stark auf die Textkritik, vornehmlich der lateinischen Satiriker. Die Forschungen, aus denen seine Doktorarbeit und seine Habilitationsschrift hervorgingen, entwickelte er stetig weiter, zunächst zu einer Monografie „Die handschriftlichen Grundlagen des Juvenaltextes“ (Leipzig 1940), dann (mit Unterbrechung durch den Kriegseinsatz und den Verlust seiner Bibliothek) zu einer kommentierten Übersetzung: „Saturae mit kritischem Apparat“ (München 1950). Seine bei Juvenal verfeinerte textkritische Methode dehnte er auch auf andere Autoren der Satire und Lyrik aus. Die Feststellung, dass jüngere Handschriften nicht notwendig eine schlechtere Textgestalt überliefern als ältere, drückte er prägnant in der zum Grundsatz moderner Textkritik gewordenen Formel aus: Recentiores non sunt deteriores (deutsch: „Jünger heißt nicht schlechter“). Knoche, der häufig auf die Problematik der Kontamination mittelalterlicher Handschriften hinwies, wurde von Giorgio Pasquali „Lachmann der Kontamination“ genannt.
Neben der Textkritik verfolgte Knoche seit seiner Habilitation zwei weitere Gebiete: Untersuchungen zum römischen Ruhmesprinzip und zum Philosophen Seneca. Auf das erste, eher semasiologische Feld war Knoche durch ein Kolloquium geraten. Seine wichtigste Veröffentlichung in diesem Bereich ist seine 1935 in Leipzig erschienene Monografie über die magnitudo animi. Zu Seneca veröffentlichte er mehrere Aufsätze, besonders über die Freundschaft in der Philosophie des Seneca. Dieser Aufsatz regte Knoches Schüler Gregor Maurach zu seiner Habilitationsschrift „Der Bau von Senecas Epistolae morales“ (Heidelberg 1970) an.

## Veröffentlichungen (Auswahl)
- Die Überlieferung Juvenals (= Klassisch-philologische Studien, Bd. 6). Ebering, Berlin 1926.
- Der Philosoph Seneca. Klostermann, Frankfurt/M. 1933.
- Magnitudo animi. Untersuchungen zur Entstehung und Entwicklung eines römischen Wertgedankens. Dieterich, Leipzig 1935.
- Handschriftliche Grundlagen des Juvenaltextes (= Philologus, Supplement-Band 33,1). Dieterich, Leipzig 1940 (= Habilitationsschrift Universität Köln).
- Die römische Satire. Wiss.Ed.Ges., Berlin 1949 (4. Aufl. Vandenhoeck & Ruprecht, Göttingen 1982, ISBN 3-525-25319-2).
- Vom Selbstverständnis der Römer. Gesammelte Aufsätze (= Gymnasium, Beihefte, Bd. 2). Winter, Heidelberg 1962.
- Die geistige Vorbereitung der augusteischen Epoche durch Cicero. In: Richard Klein (Hrsg.): Das Staatsdenken der Römer (= Wege der Forschung, Bd. 46). Wissenschaftliche Buchgesellschaft 1966, S. 405–426.
- Der römische Ruhmesgedanke. In: Hans Oppermann (Hrsg.): Römische Wertbegriffe (= Wege der Forschung, Bd. 34). Wissenschaftliche Buchgesellschaft, Darmstadt 1967, S. 420–455.
- Caesars Commentarii, ihr Gegenstand und ihre Absicht. In: Detlef Rasmussen (Hrsg.): Cäsar (= Wege der Forschung, Bd. 57). Wissenschaftliche Buchgesellschaft, Darmstadt 1967, S. 224–254.
- Betrachtungen über Horazens Kunst der satirische Gesprächsführung. In: Dietmar Korzeniewski (Hrsg.): Die römische Satire (= Wege der Forschung, Bd. 238). Wissenschaftliche Buchgesellschaft, Darmstadt 1970, S. 284–319.
- Juvenals Maßstäbe der Gesellschaftskritik. In: Ebd., S. 496–520.
- Über Horazens satirische Dichtung. Witz und Weisheit. In: Hans Oppermann (Hrsg.): Wege zu Horaz (= Wege der Forschung, Bd. 99). Wissenschaftliche Buchgesellschaft, Darmstadt 1972, S. 196–219, ISBN 3-534-03444-9.
- Eine Brücke vom Philosophen Seneca zum Tragiker Seneca. In: Eckard Lefèvre (Hrsg.): Senecas Tragödien (= Wege der Forschung, Bd. 310). Wissenschaftliche Buchgesellschaft, Darmstadt 1972, S. 58–66, ISBN 3-534-05326-5.
- Senecas Atreus. In: Ebd., S. 477–489.
- Cicero, ein Mittler griechischer Geisteskultur. In: Gregor Maurach (Hrsg.): Römische Philosophie (= Wege der Forschung, Bd. 193). Wissenschaftliche Buchgesellschaft, Darmstadt 1976, S. 118–141, ISBN 3-534-04353-7.
- Ausgewählte kleine Schriften. Hrsg. von Widu-Wolfgang Ehlers (= Beiträge zur klassischen Philologie, Bd. 175). Hain, Frankfurt/M. 1986, ISBN 3-445-02484-7.